# Бианор
Бианор, или хвостоносец бианор, или синий индийский парусник (Papilio bianor) — дневная бабочка семейства Парусники (Papilionidae). На территории России не встречается. Близкий родственник обитающему в России паруснику де Хаана (Papilio (Achillides) dehaanii). 

## Описание
Размах крыльев до 100—110 мм и более. Снизу на передних крыльях ближе к их внешнему краю светлая поперечная полоса, к переднему краю незначительно расширенная, в отличие от близкого парусника де Хаана (Papilio dehaanii). Она образована золотисто-зелеными мелкими чешуйками, по сторонам ясно отграничена от основного более темного фона крыльев и не переходит на задние крылья. Низ последних опылен очень мелкими золотисто-зелёными чешуйками и без короткой или длинной светлой полосы кнаружи от поля этих светлых чешуек, хорошо выраженной у парусника Маака (Papilio maackii).
Помимо различий в окраске отличается от парусника Маака строением гениталий. Близкий родственник обитающему в России паруснику де Хаана (Papilio (Achillides) dehaanii).

## Ареал
Отмечен на территории Китая (на север до Шаньдуна и, вероятно, Пекина), юге Японии, на Тайване, в Индокитае, Непале, Северной Индии, Афганистане. На территории России не встречается.

## Подвиды
Лепидоптеролог Адам Коттон, специалист по группе Papilionidae  признаёт следующие подвиды P. bianor, помимо номинативного из Китая:
- P. b. polyctor Boisduval, 1836 (Кашмир)
- P. b. ganesa Doubleday, 1842 (Непал, Ассам)
- P. b. gladiator Fruhstorfer, 1902 (Тонкин, Мьянма, Ассам)
- P. b. significans Fruhstorfer, 1902 (Мьянма: Tenasserim)
- P. b. stockleyi Gabriel, 1936 (Западный Таиланд)
- P. b. pinratanai Racheli et Cotton, 1983 (Таиланд)
- P. b. thrasymedes Fruhstorfer 1909 (Тайвань)
- P. b. kotoensis Sonan, 1927 (Tobago Island)
- P. b. okinawensis Fruhstorfer, 1898 (острова Рюкю)